# Verwaltungsgericht Gießen

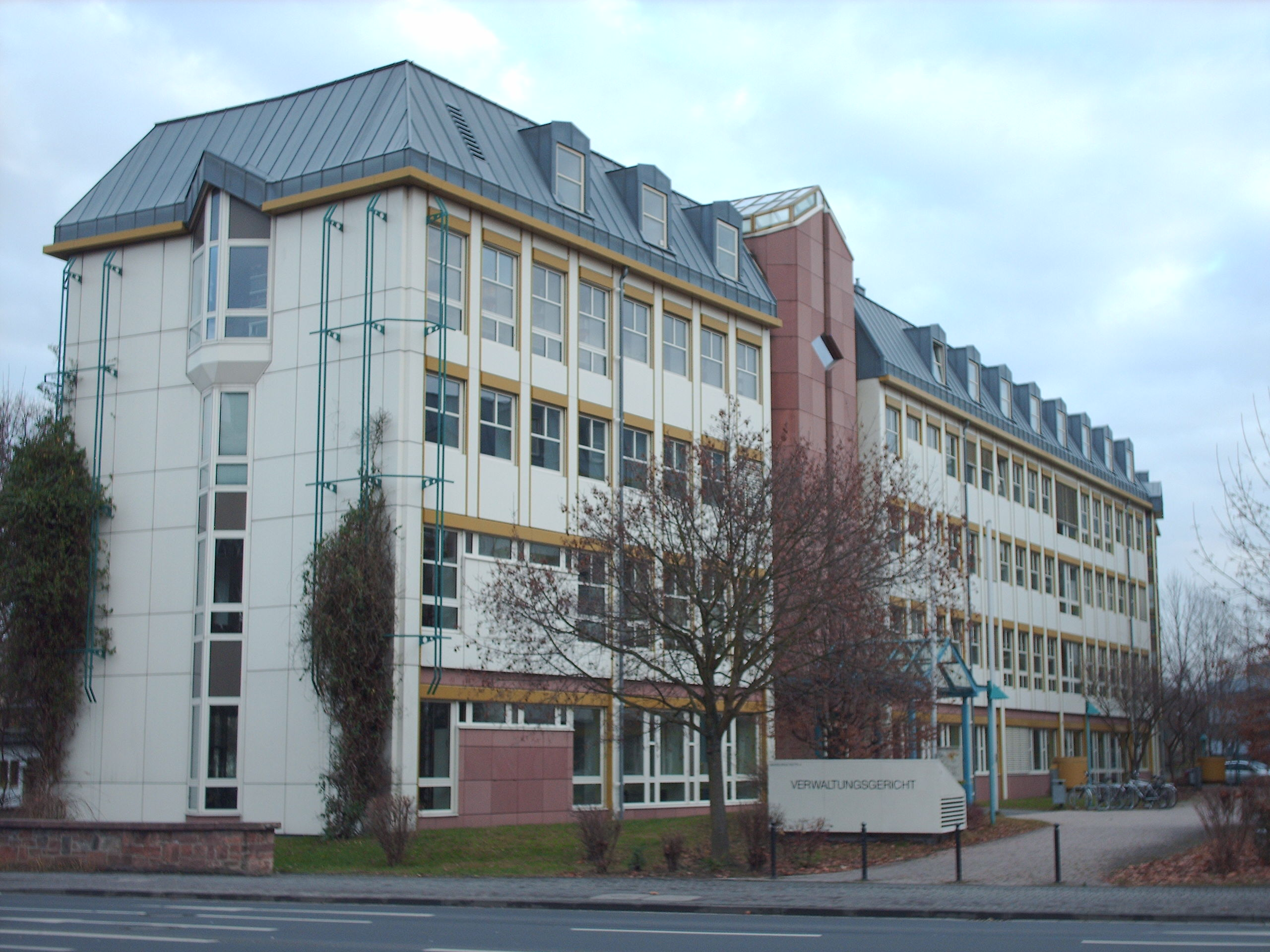
Gerichtsgebäude

Das Verwaltungsgericht Gießen ist eines von fünf erstinstanzlichen Gerichten der Verwaltungsgerichtsbarkeit in Hessen und hat seinen Sitz in Gießen.

## Gerichtssitz und -bezirk
Das Gericht hat seinen Sitz in der Marburger Straße 4 in Gießen. Es befindet sich in direkter Nähe zu anderen Gießener Justizbehörden wie etwa Amtsgericht, Landgericht, Sozialgericht, Staatsanwaltschaft und Justizvollzugsanstalt. 
Der Gerichtsbezirk umfasst die Landkreise Gießen, Marburg-Biedenkopf sowie den Lahn-Dill-Kreis, den Vogelsbergkreis und den Wetteraukreis. Somit liegen mit der Justus-Liebig-Universität Gießen und der Philipps-Universität Marburg zwei Universitäten und mit der Technischen Hochschule Mittelhessen eine der größten deutschen Fachhochschulen im Gerichtsbezirk; Hochschulzulassungsverfahren machen einen großen Anteil der Verfahren aus.
Untergeordnet ist das mit zehn Kammern und 38 Richterstellen zweitgrößte erstinstanzliche Verwaltungsgericht Hessens (nach dem Verwaltungsgericht Frankfurt am Main) dem Hessischen Verwaltungsgerichtshof in Kassel.

## Geschichte
Anfang 1980 wurden zwei auswärtige Kammern des Verwaltungsgerichts Wiesbaden nach Gießen ausgelagert. Diese befanden sich in der Lahnstraße. Als die Belastung zu groß wurde, wurde zum 1. Januar 1987 ein eigenes Verwaltungsgericht Gießen geschaffen. Dieses umfasste zunächst fünf Kammern. Die räumlichen Kapazitäten genügten schnell nicht mehr den Anforderungen, sodass das Gericht in die Talstraße umzog. 
1991 wurde die Zuständigkeit des Gerichtes auf Asylverfahren ausgedehnt, sodass erneut eine hohe Belastung für das Gericht entstand. Als Folge wurden 1991 eine Kammer, 1992 drei weitere Kammern eingerichtet. Das Gericht umfasste nun neun Kammern, was zu einer Zweigstelle in der Friedrich-List-Straße 25 (zeitweise dann Sitz des Arbeitsgerichts) führte. Der Gerichtsbezirk wurde zeitgleich um den Wetteraukreis erweitert.
Seit 1994 sitzt das Gericht im Neubau in der Marburger Straße.

## Historische Überlieferung
Die Altakten des Verwaltungsgerichts Gießen werden im Hessischen Staatsarchiv Darmstadt verwahrt. Der Bestand umfasst etwa 18 laufende Meter Akten, die unterschiedliche Rechtsgebiete abdecken (Baurecht, Kommunalrecht, Polizei- und Ordnungsrecht, Schul- und Hochschulrecht, Sozialrecht u. v. m.). Den größten Teil des Bestandes machen Asylverfahren und Zulassungsverfahren zum Hochschulstudium aus. Der Bestand ist in Teilen bereits erschlossen und online recherchierbar.

## Präsidenten des Gerichts
- 1987–
- Informationen fehlen noch
- 2014–2019: Johanna Domann-Hessenauer[2]
- 2019–heute: Harald Wack[3]

## Kunst
Im Gebäude des Verwaltungsgerichtes befinden sich etliche Kunstwerke, unter anderem von Günther Blau, Klaus Schlosser und Dieter Otto Berschinski.